# Elinor Barker
Elinor Jane Barker (Cardiff, 7 de septiembre de 1994) es una deportista británica que compite en ciclismo en las modalidades de pista, especialista en la prueba de persecución por equipos, y ruta.
Participó en tres Juegos Olímpicos de Verano, obteniendo cuatro medallas, oro en Río de Janeiro 2016, en persecución por equipo (junto con Katie Archibald, Laura Trott y Joanna Rowsell-Shand), plata en Tokio 2020, en persecución por equipo (con Katie Archibald, Laura Kenny, Neah Evans y Josie Knight) y dos en París 2024, plata en madison (con Neah Evans) y bronce en persecución por equipo (junto con Josie Knight, Anna Morris y Jessica Roberts).
Ganó catorce medallas en el Campeonato Mundial de Ciclismo en Pista entre los años 2013 y 2023, y trece medallas en el Campeonato Europeo de Ciclismo en Pista entre los años 2013 y 2023.

## Medallero internacional
| Juegos Olímpicos   | Juegos Olímpicos         | Juegos Olímpicos  | Juegos Olímpicos        |
| Año                | Lugar                    | Medalla           | Competición             |
| ------------------ | ------------------------ | ----------------- | ----------------------- |
| 2016               | Río de Janeiro (Brasil)  | Medalla de oro    | Persecución por equipos |
| 2020               | Tokio (Japón)            | Medalla de plata  | Persecución por equipos |
| 2024               | París (Francia)          | Medalla de plata  | Madison                 |
| 2024               | París (Francia)          | Medalla de bronce | Persecución por equipos |
| Campeonato Mundial |                          |                   |                         |
| Año                | Lugar                    | Medalla           | Competición             |
| 2013               | Minsk (Bielorrusia)      | Medalla de oro    | Persecución por equipos |
| 2014               | Cali (Colombia)          | Medalla de oro    | Persecución por equipos |
| 2015               | Saint-Quentin (Francia)  | Medalla de plata  | Persecución por equipos |
| 2016               | Londres (Reino Unido)    | Medalla de bronce | Persecución por equipos |
| 2017               | Hong Kong (China)        | Medalla de oro    | Puntuación              |
| 2017               | Hong Kong (China)        | Medalla de plata  | Scratch                 |
| 2017               | Hong Kong (China)        | Medalla de plata  | Madison                 |
| 2018               | Apeldoorn (Países Bajos) | Medalla de plata  | Persecución por equipos |
| 2019               | Pruszków (Polonia)       | Medalla de oro    | Scratch                 |
| 2019               | Pruszków (Polonia)       | Medalla de plata  | Persecución por equipos |
| 2020               | Berlín (Alemania)        | Medalla de oro    | Puntuación              |
| 2020               | Berlín (Alemania)        | Medalla de plata  | Persecución por equipos |
| 2023               | Glasgow (Reino Unido)    | Medalla de oro    | Persecución por equipos |
| 2023               | Glasgow (Reino Unido)    | Medalla de oro    | Madison                 |
| Campeonato Europeo |                          |                   |                         |
| Año                | Lugar                    | Medalla           | Competición             |
| 2013               | Apeldoorn (Países Bajos) | Medalla de oro    | Persecución por equipos |
| 2014               | Baie-Mahault (Francia)   | Medalla de oro    | Persecución por equipos |
| 2015               | Grenchen (Suiza)         | Medalla de oro    | Persecución por equipos |
| 2016               | Saint-Quentin (Francia)  | Medalla de plata  | Scratch                 |
| 2017               | Berlín (Alemania)        | Medalla de oro    | Madison                 |
| 2017               | Berlín (Alemania)        | Medalla de plata  | Persecución por equipos |
| 2018               | Glasgow (Reino Unido)    | Medalla de oro    | Persecución por equipos |
| 2019               | Apeldoorn (Países Bajos) | Medalla de oro    | Persecución por equipos |
| 2020               | Plovdiv (Bulgaria)       | Medalla de oro    | Eliminación             |
| 2020               | Plovdiv (Bulgaria)       | Medalla de oro    | Persecución por equipos |
| 2020               | Plovdiv (Bulgaria)       | Medalla de bronce | Madison                 |
| 2023               | Grenchen (Suiza)         | Medalla de oro    | Persecución por equipos |
| 2023               | Grenchen (Suiza)         | Medalla de oro    | Madison                 |

1. 1 2 3  Compitió en la ronda de clasificación.

## Palmarés
2017
- 1 etapa del BeNe Ladies Tour

2023
- 3.ª en el Campeonato del Reino Unido Contrarreloj

2024
- 3.ª en el Campeonato del Reino Unido Contrarreloj